# Campeonato Mundial de Atletismo de 2007 - Salto em altura masculino
O salto em altura masculino no Campeonato Mundial de Atletismo de 2007 foi realizada no Estádio Nagai, em Osaka, no Japão, entre os dias 27 a 29 de agosto de 2007.

## Recordes
Antes desta competição, os recordes mundiais e do campeonato nesta prova eram os seguintes:
| Tipo                  | Atleta           | Altura | Local     | Data                 |
| --------------------- | ---------------- | ------ | --------- | -------------------- |
|                       | Javier Sotomayor | 2,45   | Salamanca | 21 de julho de 1993  |
| Recorde do campeonato | Javier Sotomayor | 2,40   | Stuttgart | 22 de agosto de 1993 |

## Medalhistas
| Ouro                | Prata                  | Bronze                 |
| Donald Thomas (BAH) | Yaroslav Rybakov (RUS) | Kyriakos Ioannou (CYP) |

## Calendário
Todos os horários estão no horário local (UTC+9)
| Data         | Horário | Fase         |
| ------------ | ------- | ------------ |
| 27 de agosto | 10:40   | Qualificação |
| 29 de agosto | 20:00   | Final        |

## Resultados

### Qualificação
Qualificação: 2,29 m (Q) ou as 12 melhores performances (q).
| Pos. | Grupo | Atleta                  | Nacionalidade     | 2.14 | 2.19 | 2.23 | 2.26 | 2.29 | Marca | Notas |
| ---- | ----- | ----------------------- | ----------------- | ---- | ---- | ---- | ---- | ---- | ----- | ----- |
| 1    | B     | Linus Thörnblad         | Suécia            | –    | o    | o    | o    | o    | 2.29  | Q,    |
| 2    | A     | Eike Onnen              | Alemanha          | o    | o    | o    | xo   | o    | 2.29  | Q     |
| 2    | A     | Andrey Silnov           | Rússia            | o    | o    | xo   | o    | o    | 2.29  | Q,    |
| 4    | A     | Tomáš Janku             | Chéquia           | xo   | o    | xo   | o    | o    | 2.29  | Q     |
| 5    | A     | Stefan Holm             | Suécia            | –    | o    | o    | o    | xo   | 2.29  | Q     |
| 5    | B     | Yaroslav Rybakov        | Rússia            | –    | o    | o    | o    | xo   | 2.29  | Q     |
| 7    | B     | Jaroslav Bába           | Chéquia           | o    | o    | xo   | o    | xo   | 2.29  | Q,    |
| 7    | B     | Víctor Moya             | Cuba              | –    | o    | o    | xo   | xo   | 2.29  | Q     |
| 9    | B     | Martyn Bernard          | Grã-Bretanha      | o    | o    | xo   | xo   | xo   | 2.29  | Q,    |
| 10   | A     | Jessé de Lima           | Brasil            | o    | o    | o    | o    | xxo  | 2.29  | Q,    |
| 10   | B     | Donald Thomas           | Bahamas           | –    | o    | o    | o    | xxo  | 2.29  | Q     |
| 12   | A     | Tom Parsons             | Grã-Bretanha      | o    | o    | xo   | o    | xxo  | 2.29  | Q,    |
| 12   | A     | Kabelo Kgosiemang       | Botswana          | o    | o    | o    | xo   | xxo  | 2.29  | Q,    |
| 14   | A     | Michał Bieniek          | Polónia           | o    | o    | xo   | xo   | xxo  | 2.29  | Q     |
| 14   | B     | Kyriakos Ioannou        | Chipre            | o    | xo   | o    | xo   | xxo  | 2.29  | Q     |
| 16   | A     | Andrea Bettinelli       | Itália            | o    | o    | o    | o    | xxx  | 2.26  |       |
| 16   | B     | Nicola Ciotti           | Itália            | o    | o    | o    | o    | xxx  | 2.26  |       |
| 16   | B     | Jamie Nieto             | Estados Unidos    | –    | o    | o    | o    | xxx  | 2.26  |       |
| 19   | A     | Rožle Prezelj           | Eslovênia         | o    | o    | o    | xxo  | xxx  | 2.26  |       |
| 19   | B     | Svatoslav Ton           | Chéquia           | o    | o    | o    | xxo  | xxx  | 2.26  |       |
| 21   | A     | Oskari Frösén           | Finlândia         | –    | xo   | o    | xxo  | xxx  | 2.26  |       |
| 21   | A     | Yuriy Krymarenko        | Ucrânia           | o    | xo   | o    | xxo  | xxx  | 2.26  |       |
| 23   | A     | Peter Horák             | Eslováquia        | o    | o    | o    | xxx  |      | 2.23  |       |
| 24   | A     | Andrey Tereshin         | Rússia            | o    | xo   | o    | xxx  |      | 2.23  |       |
| 25   | B     | Dmytro Dem'yanyuk       | Ucrânia           | xxo  | o    | o    | xxx  |      | 2.23  |       |
| 26   | A     | Jesse Williams          | Estados Unidos    | o    | o    | xo   | xxx  |      | 2.23  |       |
| 27   | A     | Niki Palli              | Israel            | o    | o    | xxx  |      |      | 2.19  |       |
| 27   | B     | Germaine Mason          | Grã-Bretanha      | –    | o    | xxx  |      |      | 2.19  |       |
| 27   | B     | Aleksander Waleriańczyk | Polónia           | o    | o    | xxx  |      |      | 2.19  |       |
| 30   | A     | Naoyuki Daigo           | Japão             | xxo  | o    | xxx  |      |      | 2.19  |       |
| 31   | A     | Huang Haiqiang          | China             | o    | xo   | xxx  |      |      | 2.19  |       |
| 31   | B     | Dragutin Topić          | Sérvia            | o    | xo   | x–   | xx   |      | 2.19  |       |
| 31   | B     | Gerardo Martínez        | México            | o    | xo   | xxx  |      |      | 2.19  |       |
| 34   | B     | Jim Dilling             | Estados Unidos    | o    | xxo  | xxx  |      |      | 2.19  |       |
| 35   | B     | Sergey Zasimovich       | Cazaquistão       | xo   | xxo  | xxx  |      |      | 2.19  |       |
| 36   | A     | Abderrahmane Hammad     | Argélia           | o    | xxx  |      |      |      | 2.14  |       |
| 36   | B     | Javier Bermejo          | Espanha           | o    | xxx  |      |      |      | 2.14  |       |
| 38   | B     | James Grayman           | Antígua e Barbuda | xxo  | xxx  |      |      |      | 2.14  |       |
| 39   | A     | William Woodcock        | Seicheles         | xxx  |      |      |      |      | NM    |       |

### Final
A final ocorreu dia 29 de agosto às 20:00.
| Pos.              | Atleta            | Nacionalidade | 2.16 | 2.21 | 2.26 | 2.30 | 2.33 | 2.35 | 2.37 | Marca | Notas                |
| ----------------- | ----------------- | ------------- | ---- | ---- | ---- | ---- | ---- | ---- | ---- | ----- | -------------------- |
| Medalha de ouro   | Donald Thomas     | Bahamas       | –    | xo   | xo   | o    | xxo  | o    | xxx  | 2.35  | , =                  |
| Medalha de prata  | Yaroslav Rybakov  | Rússia        | –    | o    | o    | o    | o    | xo   | xxx  | 2.35  | ,                    |
| Medalha de bronze | Kyriakos Ioannou  | Chipre        | o    | o    | o    | xo   | xo   | xo   | xxx  | 2.35  | = ,                  |
| 4                 | Stefan Holm       | Suécia        | –    | o    | o    | o    | o    | xxx  |      | 2.33  |                      |
| 5                 | Tomáš Janku       | Chéquia       | o    | o    | o    | o    | xxx  |      |      | 2.30  | Recorde da temporada |
| 5                 | Víctor Moya       | Cuba          | o    | o    | o    | o    | xxx  |      |      | 2.30  |                      |
| 7                 | Eike Onnen        | Alemanha      | o    | –    | o    | x–   | xx   |      |      | 2.26  |                      |
| 8                 | Jaroslav Bába     | Chéquia       | o    | o    | xo   | xxx  |      |      |      | 2.26  |                      |
| 9                 | Kabelo Kgosiemang | Botswana      | xo   | o    | xxo  | xxx  |      |      |      | 2.26  |                      |
| 10                | Tom Parsons       | Grã-Bretanha  | o    | xxo  | xxo  | xxx  |      |      |      | 2.26  |                      |
| 11                | Michał Bieniek    | Polónia       | o    | o    | xxx  |      |      |      |      | 2.21  |                      |
| 11                | Andrey Silnov     | Rússia        | –    | o    | xxx  |      |      |      |      | 2.21  |                      |
| 13                | Jessé de Lima     | Brasil        | xo   | o    | xxx  |      |      |      |      | 2.21  |                      |
| 14                | Martyn Bernard    | Grã-Bretanha  | –    | xxo  | –    | –    | x–   | xx   |      | 2.21  |                      |
| 15                | Linus Thörnblad   | Suécia        | o    | xxx  |      |      |      |      |      | 2.16  |                      |

Legenda
| Recorde mundial       | Recorde mundial (World record)               |                       | Recorde africano                      | Recorde africano (African) |                                           | Q | Classificado por posição (Qualified) |
| Recorde do campeonato | Recorde do campeonato (Championship record)  | Recorde da América    | Recorde da América (Americas)         | q                          | Classificado por melhor tempo (Qualified) |   |                                      |
| Melhor marca do ano   | Melhor marca do ano (World leading)          | Recorde asiático      | Recorde asiático (Asian)              | DNS                        | Não largou (Did not start)                |   |                                      |
| Recorde nacional      | Recorde nacional (National record)           | Recorde europeu       | Recorde europeu (European)            | DNF                        | Não terminou (Did not finish)             |   |                                      |
| Recorde pessoal       | Recorde pessoal do atleta (Personal best)    | Recorde da Oceania    | Recorde da Oceania (Oceania)          | DSQ / DQ                   | Desclassificado (Disqualified)            |   |                                      |
| Recorde da temporada  | Recorde da temporada do atleta (Season best) | Recorde sul-americano | Recorde sul-americano (South America) | NM                         | Sem marca (No mark)                       |   |                                      |